# Vikarskären
Vikarskären este o arie protejată (arie specială de conservare — SAC, sit de importanță comunitară — SCI) din Finlanda întinsă pe o suprafață de 1.718,86 ha, integral pe uscat.

## Localizare
Centrul sitului Vikarskären este situat la coordonatele 60°23′56″N 20°28′09″E / 60.398889°N 20.469167°E.

## Înființare
Situl Vikarskären a fost declarat sit de importanță comunitară în noiembrie 1997 pentru a proteja un număr necunoscut de specii din flora spontană și fauna sălbatică aflate în arealul zonei. Situl a fost protejat și ca arie specială de conservare în decembrie 2015.

## Biodiversitate
Situată în ecoregiunea boreală, aria protejată conține 1 habitat natural: Insulițe și insule mici din Baltica boreală.
La baza desemnării sitului se află un număr nedeclarat de specii protejate.
Pe lângă speciile protejate, pe teritoriul sitului au mai fost identificate 1 specie de păsări.